# Морне-Берри
Морне́-Берри́ (фр. Mornay-Berry) — коммуна во Франции, находится в регионе Центр. Департамент — Шер. Входит в состав кантона Неронд. Округ коммуны — Сент-Аман-Монтрон.
Код INSEE коммуны — 18154.
Коммуна расположена приблизительно в 210 км к югу от Парижа, в 120 км юго-восточнее Орлеана, в 37 км к востоку от Буржа.

## Население
Население коммуны на 2008 год составляло 206 человек.
| 1962 | 1968 | 1975 | 1982 | 1990 | 1999 | 2008 |
| ---- | ---- | ---- | ---- | ---- | ---- | ---- |
| 218  | 252  | 195  | 178  | 153  | 163  | 206  |

## Экономика

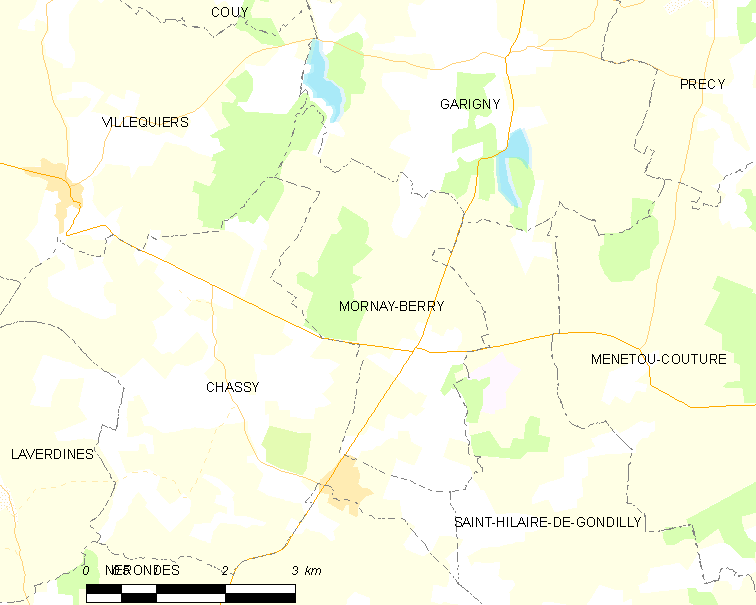
Карта коммуны

В 2007 году среди 118 человек в трудоспособном возрасте (15-64 лет) 74 были экономически активными, 44 — неактивными (показатель активности — 62,7 %, в 1999 году было 62,7 %). Из 74 активных работали 63 человека (37 мужчин и 26 женщин), безработных было 11 (5 мужчин и 6 женщин). Среди 44 неактивных 5 человек были учениками или студентами, 27 — пенсионерами, 12 были неактивными по другим причинам.

## Достопримечательности
- Церковь Сен-Сюльпис (XII век). Исторический памятник с 1926 года[3]
- Укреплённый дом, известный как замок Гран’Кур (XIII век). Исторический памятник с 2009 года[4]